# Kroatisk litteratur

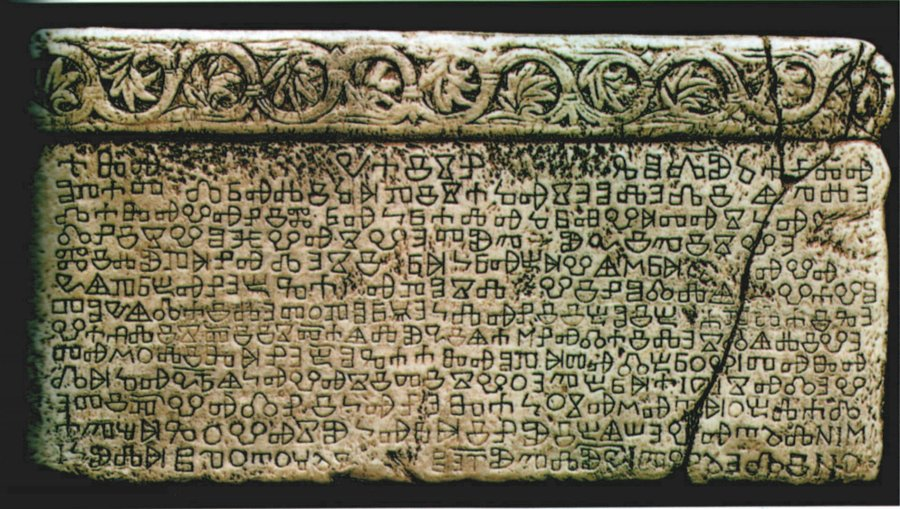
Baškatavlan från omkring 1100-talet skriven med det glagolitiska alfabetet.

Kroatisk litteratur omfattar all litteratur som nedtecknats på det kroatiska språket.

## Historia
Den tidiga kroatiska litteraturen förebådas av inskriptioner på sten och senare handskrifter och tryckta böcker. Till de äldsta fynden hör Baškatavlan, Valuntavlan och Plomintavlan från omkring 1100-talet.

### Medeltiden

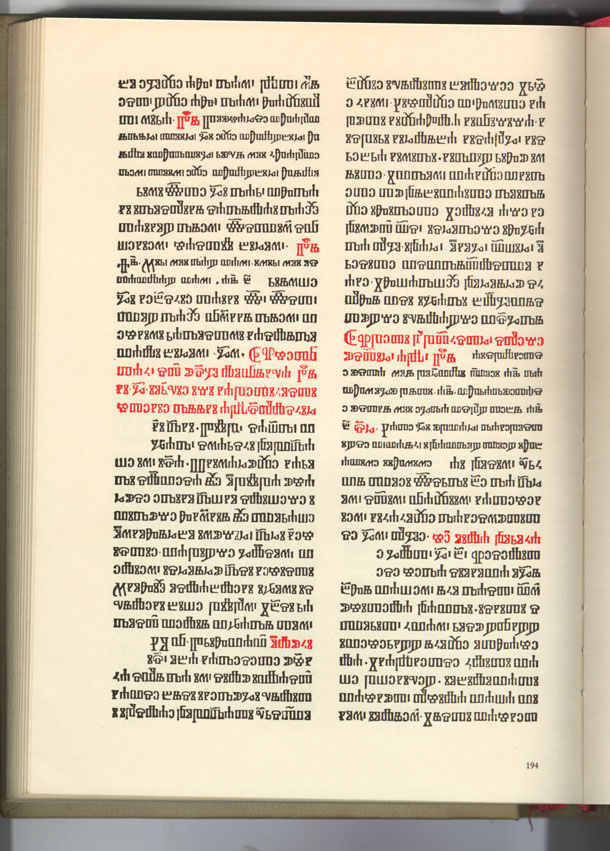
Misal po zakonu rimskoga dvora från 1483.

Den medeltida kroatiska litteraturen är unik då den författades på tre olika språk, nämligen latin, fornkyrkoslaviska och folkspråket. Vidare skrevs den på tre olika alfabet; latinska, glagolitiska och kyrilliska alfabetet där det latinska skulle komma att bli det förhärskande. Under 700-1500-talet skrevs poesi och andra litterära verk mestadels baserade på liturgiska och religiösa teman. Till de äldsta texterna hör bland annat Vinodolkodexen från 1288 som är den nästäldsta lagtexten skriven på ett slaviskt språk som hittats. Misal po zakonu rimskoga dvora (Missale enligt det romerska hovet) från den 22 februari 1483 var den första tryckta boken på kroatiska och den första missalen tryckt med annan skrift än det latin alfabetet.

### Renässansen
I slutet av 1400-talet accepterades den nya tidens poetiska standard som omfattade former och teman som var kännetecknade för renässansens litteratur och i enlighet med den italienska litterära utvecklingen. Till de mer framstående poeterna från denna tid hör Ilija Crijević (Aelius Lampridius cervinus) och Jan Panonac (Janus Pannonius).
Under 1500-talets början var den kroatiska litteraturen, i synnerhet i Dalmatien, i fas med den europeiska renässansens trender. Till de mer framstående författarna hör Marko Marulić, Juraj Šižgorić, Šiško Menčetić, Džore Držić, Mavro Vetranović, Nikola Nalješković, Marin Držić, Dinko Ranjina, Dominko Zlatarić, Hanibal Lucić, Petar Hektorović, Mikša Pelegrinović, Martin Benetović, Petar Zoranić och Barne Karnarutić.

### Reformationen
Under 1500-talets andra hälft avtog renässansen successivt. Den protestantiska reformationen skulle få en liten påverkan på den kroatiska litteraturen även om en av lutheranernas mer framstående författare och ideologer Matija Vlačić Ilirik (Matthias Flacius Illyricus), vars verk Clavis scriptures sacres (Nyckeln till Heliga skriften) kom att bli en av de mest kända bibliska lexikonen vid tiden, var kroat.

### Barocken

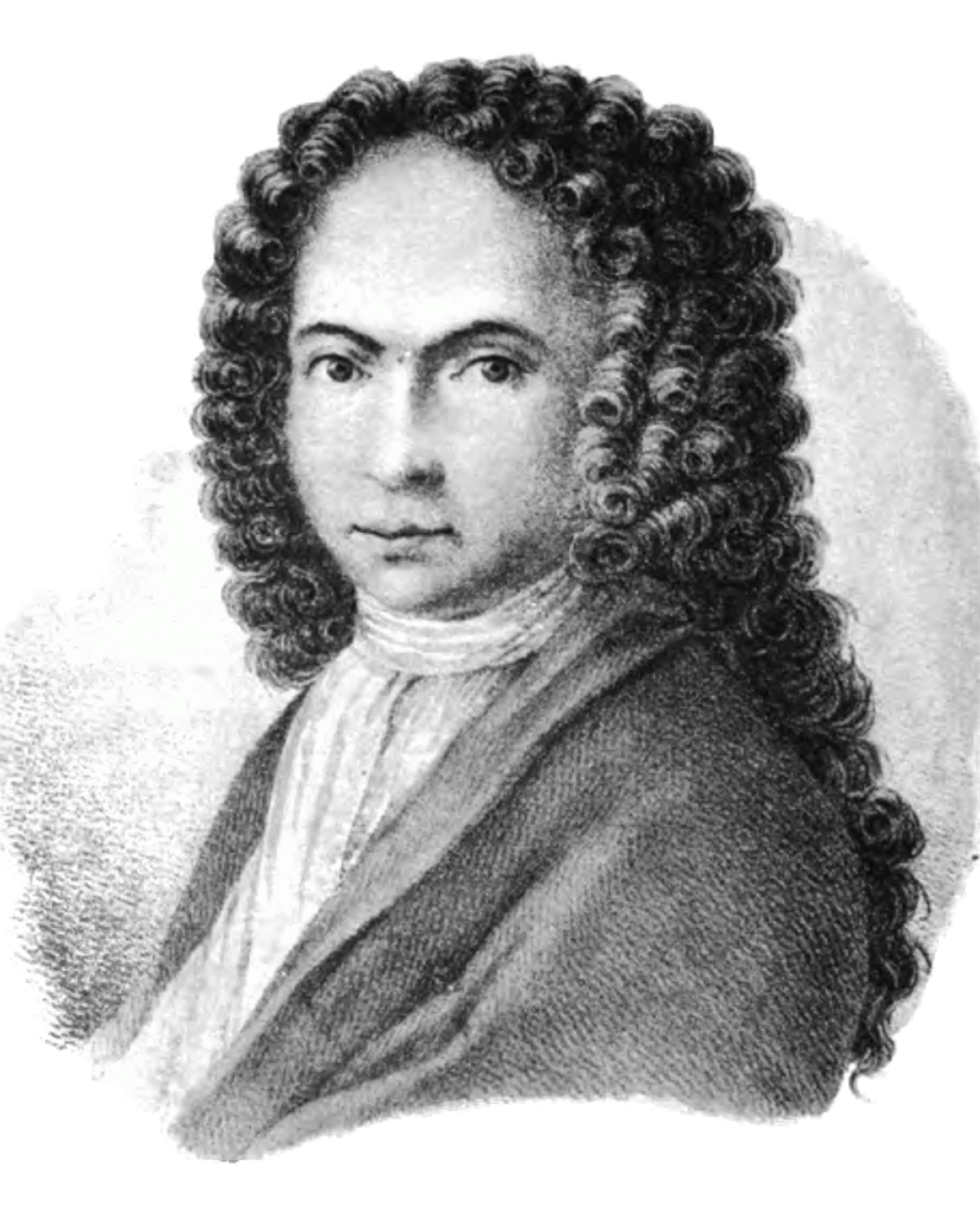
Ivan Gundulić (1589-1638) var en av de mest framstående poeterna i den kroatiska och slaviska litteraturen före 1800-talet.

Under 1600-1700-talet slog barockens litteratur igenom och fick sitt centrum i och omkring Dubrovnik där Ivan Gundulić räknas till de främsta författarna. Andra framstående författare var Ivan Vunić Vučić, Junije Palmotić och Ignjat Đurđević.

### Upplysningen
Under upplysningstiden på 1700-talet framträdde författarna Andrija Kačić Miošić och Matija Antun Relković.

### Romantiken, illyrismen och den kroatiska pånyttfödelsen

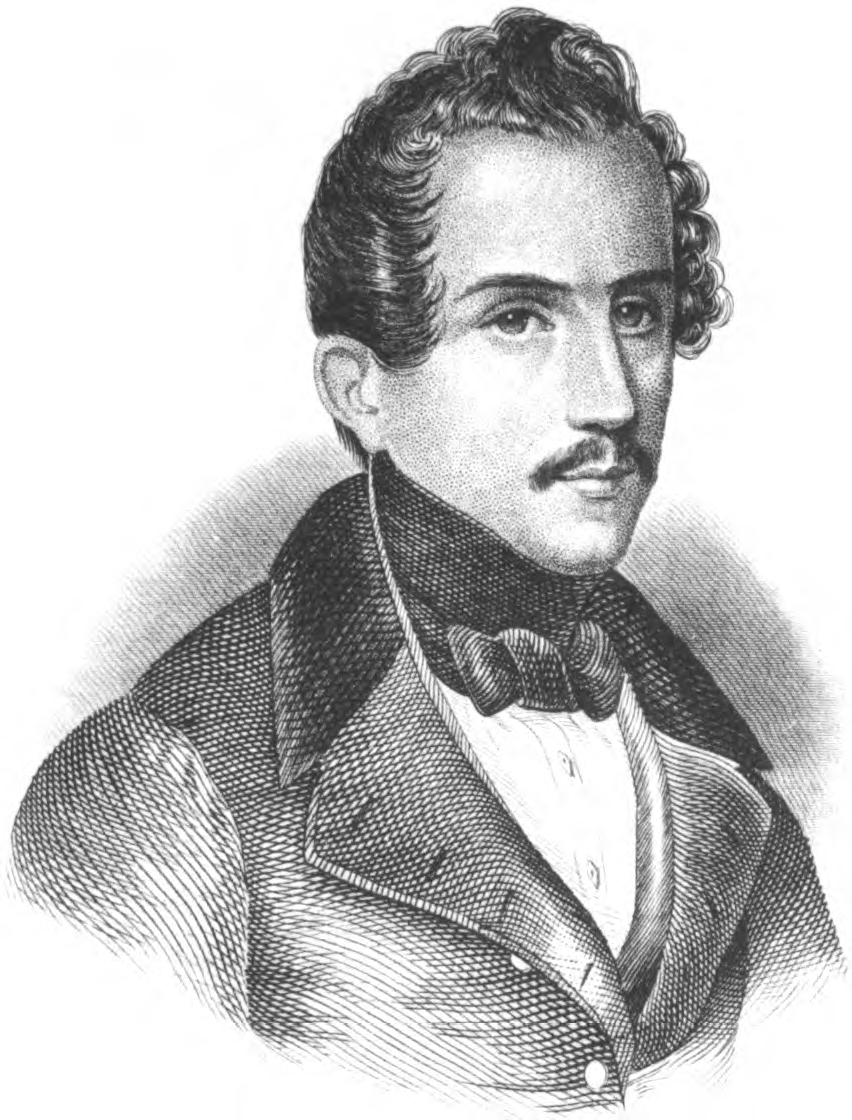
Ljudevit Gaj (1809-1872) utformade det moderna kroatiska alfabetet.

Under 1800-talets första hälft blomstrade den illyriska rörelsen ledd av Ljudevit Gaj som skapade det moderna kroatiska alfabetet. Rörelsen kom att påverka det politiska och kulturella livet. Den viktigaste faktorn i det litterära arbetet blev att skapa ett enhetligt stadardiserat kroatisk språk och därmed lägga grunden för fortsatt kreativitet. De politiska omständigheterna gav det litterära skapandet en nationalistisk prägel. Till de mer framstående samtida författarna räknas Ivan Mažuranić, Stanko Vraz och Petar Preradović.

### Realismen
Övergången från romantiken till realismen  återspeglas tydligast i August Šenoas arbeten. Realismen skulle komma att bli en viktig period för det övergripande utformandet av den kroatiska litteraturen då författare från alla kroatiska regioner och dialektalområden representerades. Perioden blev även en guldålder för romanen där Ante Kovačić, Ksaver Šandor Gjalski, Josip Kozarac och Vjenceslav Novak hör till de mer framstående inom denna genre. 

### Det moderna genombrottet och modernismen
Silvije Strahimir Kranjčević var 1800-talets kanske främsta poet och kom att symbolisera övergången till det moderna genombrottet. Till de mer framstående författarna i slutet av århundradet och början av 1900-talet räknas Milan Begović, Antun Gustav Matoš, Vladimir Vidrić, Dragutin Domjanić, Fran Galović och Vladimir Nazor. 
Modernismen som i den kroatiska litteraturen följde på det moderna genombrottet uttrycktes främst i prosa och poesi. Den kom att uttryckas främst i essäistiska verk av Miroslav Krleža, Antun Branko Šimić, Tin Ujević och andra författare under 1920-talet.

### Postmodernismen
1900-talets senare hälft kom att präglas av pluralistiska uttryck i den postmodernistiska litteraturen. Till de mer framstående författarna från denna epok hör Pavo Pavličić, Goran Tribuson, Alojz Majetić, Zvonimir Majdak, Ivan Aralica, Nedjeljko Fabrio, Damir Miloš, Delimir Rešicki, Branko Čegec och Anka Žagar. Radovan Ivšić emigrerade till Frankrike 1954 och blev en del av den surrealistiska rörelsen. Hans poesi och dramatik började uppskattas i hemlandet först på 1980-talet.

### Efter självständigheten
Efter Kroatiens självständighet och utträde ur den sydslaviska federationen Jugoslavien 1991 framträdde två utlandsboende kroatiska författare vars verk uppmärksammats internationellt. Dubravka Ugrešić har vunnit flera välrenommerade internationella utmärkelser för sitt arbete och Slavenka Drakulićs verk, karaktäriserade av feminism och politiskt engagemang, är översatta till flera språk. Andra samtida författare som uppmärksammats i hemlandet och internationellt är Slobodan Šnajder, Ivo Brešan och Miro Gavran.